# Faros Kato Pafou
Faros Kato Pafou este o arie protejată (arie specială de conservare — SAC, sit de importanță comunitară — SCI, arie de protecție specială avifaunistică — SPA) din Cipru întinsă pe o suprafață de 87,7 ha, integral pe uscat.

## Localizare
Centrul sitului Faros Kato Pafou este situat la coordonatele 34°46′03″N 32°24′02″E / 34.7675°N 32.4006°E.

## Înființare
Situl Faros Kato Pafou a fost declarat arie de protecție specială avifaunistică în decembrie 2005 pentru a proteja 47 de specii de animale. Alte tipuri de protecție:
- sit de importanță comunitară (în martie 2009)
- arie specială de conservare (în septembrie 2015)[1][2][3]

## Biodiversitate
Situată în ecoregiunea mediteraneană, aria protejată conține 8 habitate naturale: Vegetație anuală la limita mareei, Faleze cu vegetație de Limonium spp. endemic de pe coastele mediteraneene, Pășuni mediteraneene udate de apa mării (Juncetalia maritimi), Tufărișuri halo-nitrofile (Pegano-Salsoletea), Dune mobile cu vegetație embrionară, Matorral arborescenți cu Zyziphus, Sarcopoterium spinosum phryganas, Păduri de Olea și Ceratonia.
La baza desemnării sitului se află mai multe specii protejate de  păsări (47): pescăruș albastru (Alcedo atthis), fâsă-de-câmp (Anthus campestris), fâsă roșiatică (Anthus cervinus), fâsă de luncă (Anthus pratensis), lăstunul mare (Apus apus), Apus pallidus, stârc roșu (Ardea purpurea), ciocârlie-cu-degete-scurte (Calandrella brachydactyla), rândunică roșcată (Cecropis daurica), prundăraș de sărătură (Charadrius alexandrinus), Charadrius leschenaultii, erete de stuf (Circus aeruginosus), Cursorius cursor, gușă vânătă (Cyanecula svecica), lăstun de casă (Delichon urbicum), egretă mică (Egretta garzetta), Emberiza caesia, presură de grădină (Emberiza hortulana), Emberiza melanocephala, muscar-gulerat (Ficedula albicollis), piciorong (Himantopus himantopus), rândunică (Hirundo rustica), sfrâncioc roșiatic (Lanius collurio), sfrânciocul cu frunte neagră (Lanius minor), Lanius nubicus, ciocârlie de pădure (Lullula arborea), filomelă (Luscinia luscinia), prigoare (Merops apiaster), codobatura galbenă (Motacilla flava), stârc de noapte (Nycticorax nycticorax), Oenanthe cypriaca, pietrar mediteranean (Oenanthe hispanica), Oenanthe isabellina, pietrar sur (Oenanthe oenanthe), viespar (Pernis apivorus), codroș de munte (Phoenicurus ochruros), codroșul de pădure (Phoenicurus phoenicurus), pitulice de munte (Phylloscopus collybita), mărăcinar (Saxicola rubetra), mărăcinar negru (Saxicola torquatus), silvie cu cap negru (Sylvia atricapilla), silvie-mică (Sylvia curruca), Sylvia melanothorax, Sylvia ruppeli, Tachymarptis melba, fluierar de mlaștină (Tringa glareola), pupăză (Upupa epops).
Pe lângă speciile protejate, pe teritoriul sitului au mai fost identificate 2 specii de plante, 4 specii de reptile.